# Georg Friedrich Böhm
Der Ökonomierat Georg Friedrich Böhm (* 7. September 1861 in Groß-Bieberau; † 27. Januar 1922 ebenda)  war ein hessischer Kartoffelzüchter.

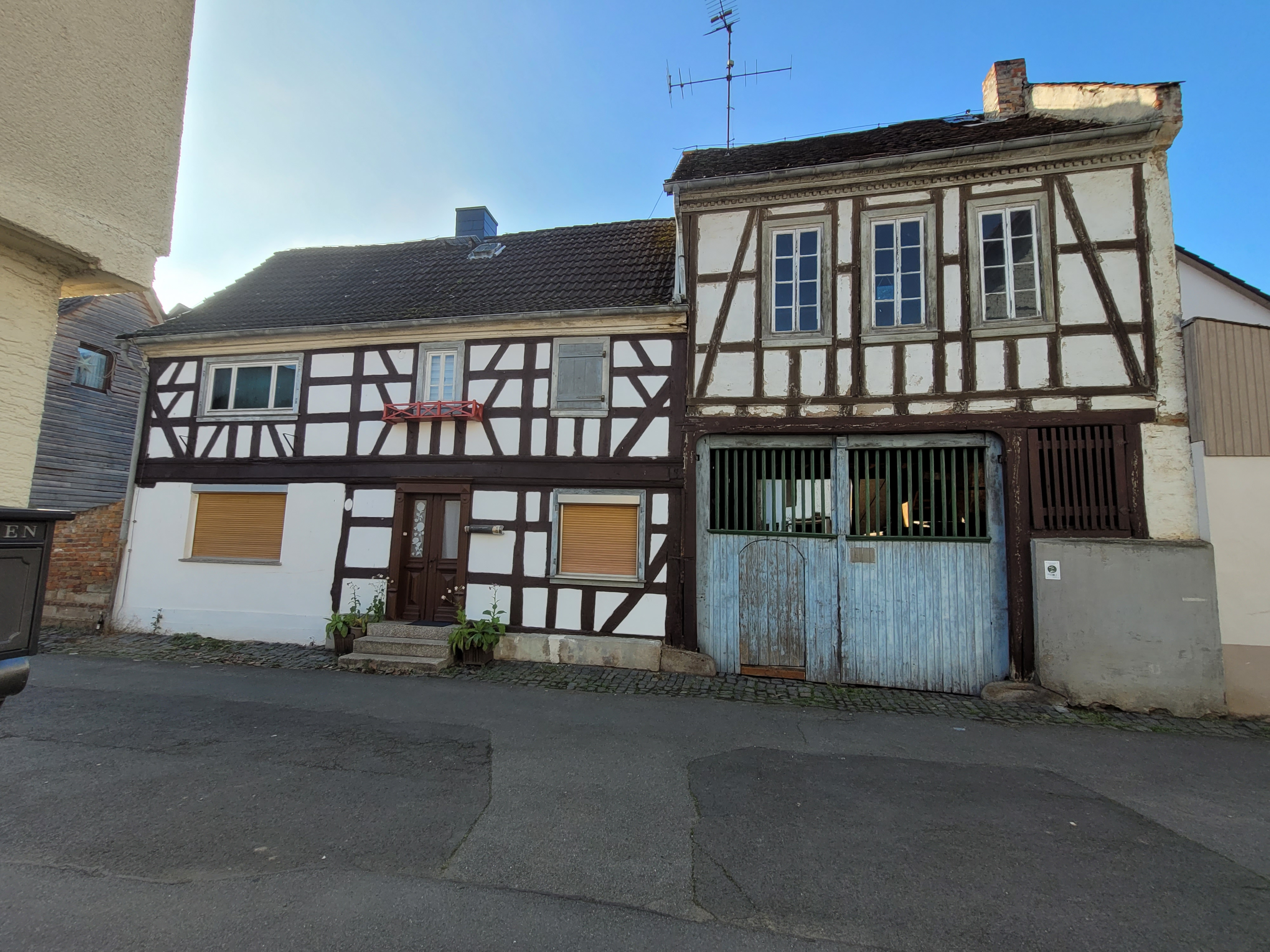
Elternhaus von Georg Friedrich Böhm in Groß-Bieberau

## Leben
Georg Friedrich Böhm war, wie sein Vater, Landwirt und Zimmermann.
Er war verheiratet mit Margarete Böhm geb. Brenner (1852–1955) und hatte drei Söhne: Georg, Heinrich und Friedrich.
Außer der Schulbildung in der Dorfschule hatte er keine weitere theoretische Ausbildung genossen. Seine Kenntnisse in der Pflanzenzucht erwarb er sich durch Lesen von Fachliteratur, Besuche von Ausstellungen und Besichtigungen von Musterbetrieben.
Er experimentierte mit der Züchtung von fast allen auf dem Hof angebauten Pflanzen und beobachtete alles sehr genau. Eine Vorliebe war der Obstanbau. Er gründete 1905 den örtlichen Obstbauverein und war viele Jahre dessen 1. Vorsitzender.
Außerdem war er noch im Gemeinderat, im Vorstand der Sparkasse und 1. Vorsitzender der Konsumgenossenschaft.
Sein besonderes Interesse galt aber der Kartoffel. Im Jahr 1900 begann er mit der Züchtung neuer Kartoffelsorten und gründete damit die Kartoffelzucht Böhm.
Sein Ziel war es, die Kartoffeln bezüglich Schmackhaftigkeit, Ertrag und Stärkegehalt zu verbessern und sie widerstandsfähiger gegen Krankheiten zu machen. Nach anfänglichen Schwierigkeiten stellten sich doch Erfolge ein. So nahm er im Jahr 1905 mit fünf Kartoffelneuzüchtungen an der Landwirtschaftlichen Landesausstellung in Mainz teil, wo er mit der Staatsmedaille in Silber ausgezeichnet wurde.
Als 1907 seine Neuzüchtung Böhms Erfolg auf den Versuchsfeldern der Deutschen Landwirtschaftlichen Gesellschaft (DLG) die Kartoffeln der Konkurrenten an Schmackhaftigkeit, Knollen- und Stärkeertrag übertraf, wurde er deutschlandweit bekannt. Es wurde aus ganz Deutschland Saatgut seiner Kartoffeln nachgefragt, sogar aus dem Ausland. Durch die Nachfrage musste die Saatgutvermehrung expandiert werden.
Georg Friedrich Böhm II wurde 1916 zum Ökonomierat ernannt.
Nach der Rückkehr seiner Söhne aus dem Ersten Weltkrieg wurde der Betrieb vergrößert. Die Familie Böhm erwarb einige Güter in Norddeutschland, z. B. eine Saatbaustelle in Hannover und ein großes Gut in Pommern zur Zucht und Saatgutvermehrung.
Neue bessere Sorten waren in der Entwicklung, z. B. die Sorte Ackersegen.
Georg Friedrich Böhm konnte die Erfolge leider nicht mehr erleben. Nach kurzer Krankheit verstarb er am 27. Januar 1922.

## Weitere Firmengeschichte
Seine Söhne führten seine Arbeit fort. Georg übernahm den elterlichen Hof in Groß-Bieberau, Heinrich heiratete in den Kohlbacher Hof ein und Friedrich übernahm das Gut in Pommern.
Nach dem Zweiten Weltkrieg verlor die Firma fast alle Anbauflächen.
Die Kartoffelzucht wurde in Groß-Bieberau und auf dem Kohlbacher Hof wieder aufgenommen. Das war die Neugründung der Kartoffelzucht Böhm. Hinzu kam ein Verkaufsbüro in der Nähe von Lüneburg.
1960 wurde der Firmensitz nach Lüneburg verlegt.
Die Kartoffelzucht Böhm GmbH & Co. KG arbeitet mit der Nordkartoffel Zuchtgesellschaft mbH zusammen. Beide gründeten mehrere Tochtergesellschaften. Darunter die  BIOPLANT GmbH (1985) und die Böhm Nordkartoffel Agrarproduktion GmbH & Co. OHG (1991) mit Sitz in Lüneburg.
Mit weiteren Partnern wurde 1992 in Lüneburg die EUROPLANT Pflanzenzucht GmbH als Vertriebsfirma von Pflanzkartoffeln gegründet.

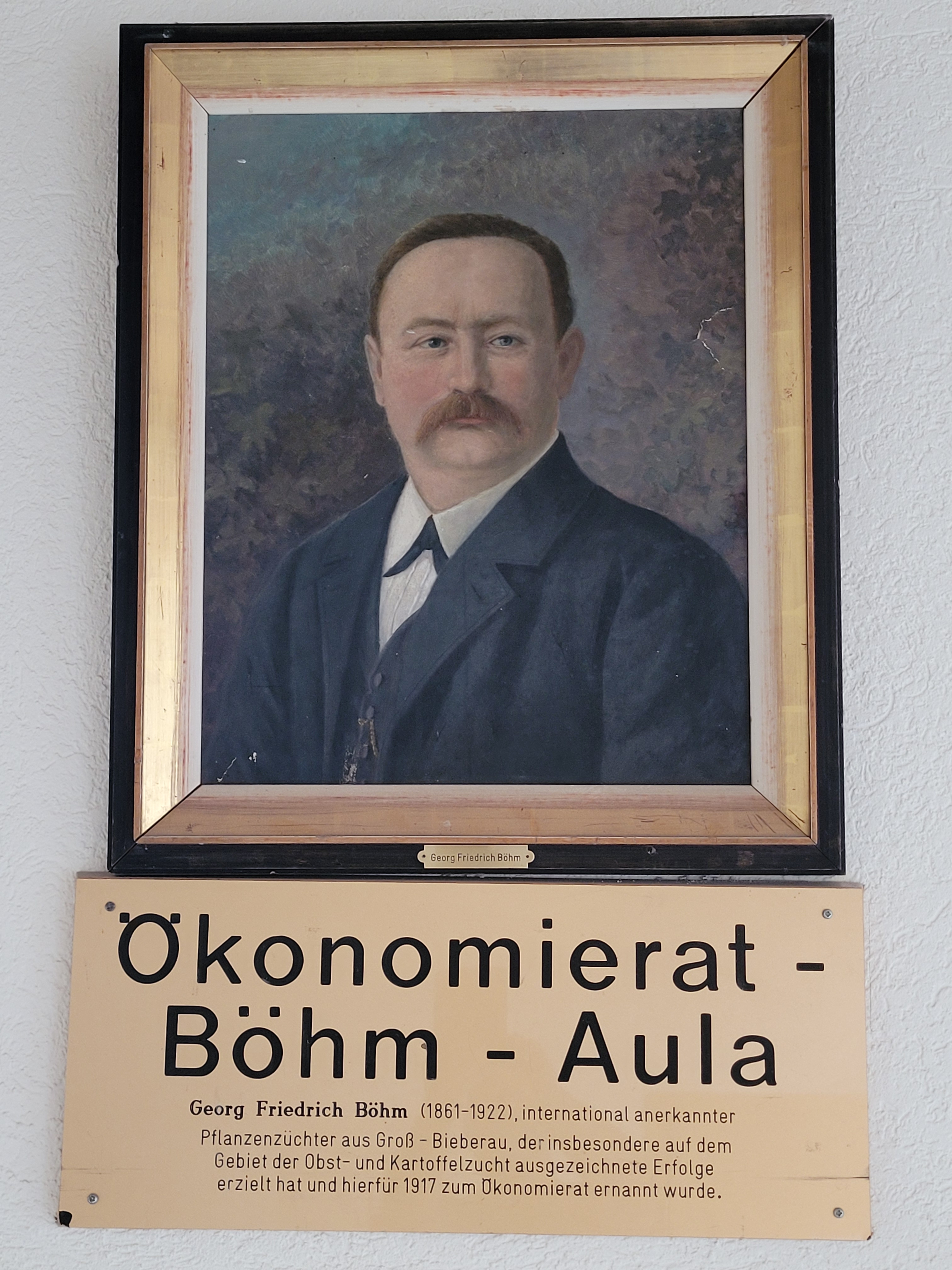
Ökonomierat-Böhm-Aula

## Kartoffelsorten
Er züchtete u. a. folgende Kartoffelsorten:
- Böhms Frühe (1905)
- Groß-Bieberauer Ertragsreiche (1905)
- Erste des Odenwaldes (1905)
- Geheimrat Haas (1905)
- Böhms Erfolg (1906)
- Hassia (1906)
- Vater Rhein (1906)
- Odenwälder Blaue (1908)
- Allerfrüheste Gelbe (1921)
- Edeltraut (1924)
- Ackersegen (1929)

## Ehrungen
- 1905: Staatsmedaille in Silber: Silberne Staatsmedaille für Ausstellungen[1]
- 1906: Verleihung des Silbernen Kreuzes des Verdienstordens Philipps des Großmütigen[1]
- 1916: Ernennung zum Ökonomierat[2]
- 1966 wurde die Aula der Albert-Einstein-Schule in Groß-Bieberau in Ökonomierat-Böhm-Aula benannt.